# Lasiopetalum rufum
Lasiopetalum rufum är en malvaväxtart som beskrevs av Robert Brown och George Bentham. Lasiopetalum rufum ingår i släktet Lasiopetalum och familjen malvaväxter. Inga underarter finns listade i Catalogue of Life.